# Lullaby of Birdland (album)
Pour la chanson de George Shearing, voir Lullaby of Birdland.
Albums de Marian McPartland
Jazz at Storyville
(1951) Moods
(1953)
Lullaby of Birdland est le second album de la pianiste de jazz Marian McPartland. Il parait en LP 33T sur le label Savoy Records en 1953.
Ce disque contient le titre Lullaby of Birdland, écrit par George Shearing en 1952, dont c’est ici la première interprétation féminine au piano. Par ailleurs, il s'agit de l'un des premiers enregistrements de l'ingénieur du son Rudy Van Gelder, et c’est l'une des premières pochettes de disques signée par Bill Harvey.

## Concernant l’album et ses titres
C’est avant tout un album de reprises de standards de jazz contenant une nouveauté importante : la première version féminine au piano du titre Lullaby of Birdland composé par George Shearing et lui aussi un standard du jazz : il est le 4e titre le plus repris de 1952. À la mort de Shearing, Marian McPartland lui rend hommage : « Je me souviendrai toujours de ses merveilleuses harmonies et de ses compositions, dont Lullaby of Birdland et Conception, ainsi que de son incomparable sens de l'humour, qui rendait sa musique beaucoup plus significative et sincère ».

## Enregistrement

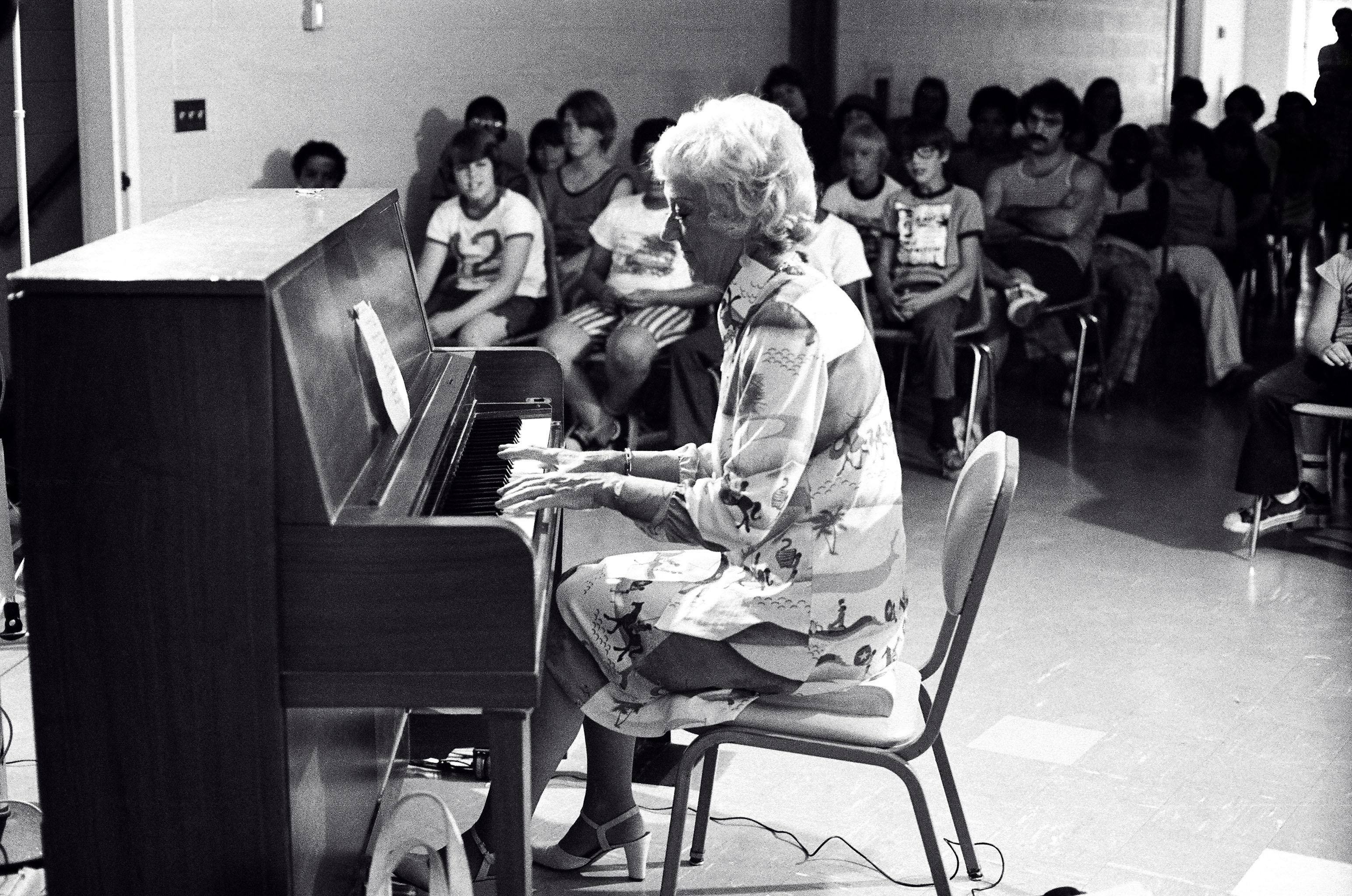
Marian McPartland en 1975.

Lullaby of Birdland est l'un des tout premiers albums enregistrés par Rudy Van Gelder, considéré comme l’un des meilleurs ingénieurs d’enregistrement de jazz.

### Musiciens et dates d’enregistrement
Il a eu 2 sessions d'enregistrements en format Trio :
- le 22 décembre 1952, à New York. Ces titres constituent l’intégralité de la face A de l’album[7].
  - Marian McPartland : piano moods[n 1]
  - Mousey Alexander : batterie
  - Max Wayne : contrebasse

- le 27 avril 1953, à New York. Ces titres constituent l’intégralité de la face B de l’album[7].
  - Marian McPartland : piano
  - Joe Morello : batterie
  - Bob Carter : contrebasse

Comme souvent à cette époque charnière de changement de format de publication phonographique, la plupart des premiers LP 33 T publiés par Savoy Records présentent deux sessions décalées d’enregistrement, la première session ayant été publiée en format Lp 25 cm dans une autre collection (voir plus bas).
La deuxième session devait constituer The Magnificent Marian McPartland - Volume 2 en Lp 25 cm, comme l'indique le titre de parution de la première session. Devant le succès des LP 33 T, le format Lp 25 cm est abandonné, et le disque ne sortira pas sous cette forme.

### Enregistrement et mastering des pistes de l’album
L’album a été enregistré en version mono à New York en 1952 et 1953, puis masterisé en Hi-fi stéréo en 1962 aux Columbia Médallion Studios de Chicago, établis en 1888.

## Publication de l’album

### Parution en LP 25 cm
La première session de ce disque est parue début 1953 en format d’album Lp 25 cm (10 inch) sous au moins 3 formes différents recensés, ce qui prouve implicitement un certain succès de cette séance d’enregistrement. La pochette de l’album est de Burt Goldblatt.
- Marian McPartland with Max Wayne, Mousie Alexander : The Magnificent Marian McPartland - Volume 1. Parution en LP 10 ∫ Manhattan-Savoy Records - LMS 51[9]. Édition Australienne fabriqué par Festival Records Pty. Ltd.
- Marian McPartland with Max Wayne, Mousie Alexander : The Magnificent Marian McPartland - Volume 1 (Parution en LP 10) ∫ Savoy Records – MG 15021, édition USA avec photo[10].

Pour cette édition, la pochette a été retravaillée pour coller à la publication en format Lp 33T. L’album a été aussi exporté en Australie comme le confirme cette édition :
- Marian McPartland with Max Wayne, Mousie Alexander : The Magnificent Marian McPartland - Volume 1. Parution en LP 10 ∫ Manhattan-Savoy Records - LMS 51[11]. Édition Australienne fabriqué par Festival Records Pty. Ltd.

### Parution en LP 33 cm
Les deux sessions du disque sont publiées en 1953, Savoy Records MG-12005. L’album épuisé a été réédité en son Hi-fi stéréo en 1962 avec les mêmes références : Savoy Records – MG-12005. Il a probablement été produit le nouveau producteur Fred Mendelsohn recruté par Savoy Records en 1953 et qui deviendra le président de cette maison de disque durant plus de 40 ans quand Herman Dubinsky lui aura passé la main. Il succède à cette période à l’équipe Buck Ram, Teddy Reig, Ralph Bass qui œuvraient à la production ente 1948 et 1952. La première session d’enregistrement du disque a été d’ailleurs réalisé au moment de leur départ.[réf. nécessaire]
Savoy records est actuellement détenue par Nippon Columbia qui, pour l’instant, n’a pas travaillé à la restauration de ces enregistrements pour en proposer une version CD remasterisée.
C’est l’une des premières pochettes de disques signée par l’artiste Bill Harvey, un des tout premiers créateurs de pochettes d’albums LP 10 et 12 inch de jazz. Son nom n'est mentionné aux crédit de l’album qu’à partir de la réédition de 1962.

## Index des titres de l’album
| 1. | Lullaby of Birdland                 | George Shearing                         | T-070.268.678-9 |  |
| 2. | Nightingale Sang in Berkeley Square | Eric Maschwitz/Manning Sherwin          | T-070.152.584-9 |  |
| 3. | It's Only a Paper Moon              | Harold Arlen/Yip Harburg/Billy Rose     | T-901.132.017-5 |  |
| 4. | Moonlight in Vermont                | John Blackburn/Karl Suessdorf           | T-070.110.018-6 |  |
| 5. | Limehouse Blues                     | Philip Braham/Douglas Furber            | T-915.034.028-6 |  |
| 6. | Hallelujah                          | Clifford Grey/Leo Robin/Vincent Youmans | T-070.072.110-3 |  |

| 1. | What Is This Thing Called Love? | Cole Porter                                               | T-070.198.566-1                 |  |
| 2. | All My Life                     | Sidney Mitchell/Sam H. Stept                              | T-070.000.732-4                 |  |
| 3. | A Fine Romance                  | Dorothy Fields/Jerome Kern                                | T-070.054.583-0 T-070.061.055-4 |  |
| 4. | Willow Weep for Me              | Ann Ronell                                                | T-070.200.285-4 T-070.207.741-5 |  |
| 5. | Lullaby in Rhythm               | Benny Goodman/Walter Hirsch/Clarence Profit/Edgar Sampson |                                 |  |
| 6. | There'll Never Be Another You   | Mack Gordon/Harry Warren                                  | T-070.179.299-5                 |  |

## Réception
Le succès des premiers LP parus chez Savoy Records est tel qu’il amène Marian McPartland et son époux le cornettiste Jimmy McPartland à s’installer à New York en 1953 : McPartland vient de décrocher un concert en trio à la Hickory House, un club de jazz animé de la 52e Rue où elle jouera par intermittence pendant dix ans, côtoyant des grands noms tels que Duke Ellington et Benny Goodman.
Le succès de la première version LP 25 cm (couverture de Burt Goldblatt) amène Savoy Records à reconsidérer cette publication en capitalisant sur Marian McPartland, la pianiste que l’on veut voir et entendre. À cette époque, le monde pianistique du jazz phonographique était très masculin, les femmes étant souvent rendues au rang de chanteuse, de chanteuse de chorus, ou de chœur de faire-valoir. Marian McPartland vient troubler tout ce petit monde. Sa version de Lullaby of Birdland est tellement appréciér que, quand va se présenter l’édition en LP de ces sessions, on va carrément titrer l’album sur cette œuvre pianistique.[réf. nécessaire]